# ASB Classic 1993
L'ASB Classic 1993 è stato un torneo di tennis giocato sul cemento. 
È stata l'8ª edizione dell'ASB Classic, che fa parte della categoria Tier IV nell'ambito del WTA Tour 1993. 
Si è giocato all'ASB Tennis Centre di Auckland in Nuova Zelanda, dal 1° al 7 febbraio 1993.

## Campionesse

### Singolare
Elna Reinach ha battuto in finale  Caroline Kuhlman con il punteggio di 6–0, 6–0

### Doppio
Isabelle Demongeot /  Elna Reinach hanno battuto in finale  Jill Hetherington /  Kathy Rinaldi Stunkel con il punteggio di 6–2, 6–4